# Blackwing
Blackwing est l'identité de deux super-vilains et d'un super-héros appartenant à l'univers de Marvel Comics.
1. Joseph Manfredi est un super-vilain apparu pour la première fois dans Daredevil #118 ;
2. Heavy Mettle est un membre du groupe criminel créé par Joseph Manfredi, qui porte aussi le nom de Blackwing ;
3. Barnell Bohusk, anciennement appelé Le Bec, fait partie des New Warriors sous le nom de Blackwing.

## Origine

### Joseph Manfredi
Joseph Manfredi est le fils de Silvio Manfredi, le parrain de la Maggia new-yorkaise.
Sa première apparition date de l'époque où le Cirque du Crime voulait se débarrasser de Daredevil. Ce dernier fit échouer leurs plans, et Blackwing partit se cacher.
Il se réfugia au sein de l'unité de l'HYDRA qu'il dirigeait, sous les ordres de son père. À la suite d'un enlèvement, il fut de nouveau vaincu par Daredevil.
Plus tard, quand le manoir de Silvermane devint le QG de Crâne Rouge, Blackwing s'associa à Jack O'Lantern pour le reprendre. Ils affrontèrent Captain America et ce faisant impressionnèrent Crâne Rouge, qui les engagea au sein de son Skeleton Crew. Les deux vilains acceptèrent et se firent passer pour morts.
Blackwing et le Skeleton Crew (que rejoignirent par la suite Crossbones et Diamondback) affrontèrent de nouveau Captain America et le Faucon, qui réussit à le battre et à l'arrêter.
Après une peine de prison, on le revit en tant que membre des Maîtres du Mal de Crimson Cowl. L'équipe fut battue par les Thunderbolts. 
À sa sortie de prison, Manfredi abandonna son costume et se consacra à bâtir un empire criminel. Cependant ses projets furent contrecarrés par l'intervention des New Warriors.

## Pouvoirs
- Manfredi est un athlète très bien entraîné. C'est un dresseur animalier, et il est particulièrement à l'aise avec le dressage de chauve-souris.